# Yevgueni Zababajin
Yevgeni Ivanovich Zababakhin (en ruso: Евге́ний Ива́нович Забаба́хин; Moscú, Imperio ruso, 3 de enero de 1917  - Snézhinsk, Unión Soviética, 27 de diciembre de 1984) fue un ingeniero militar soviético, físico teórico y uno de los principales diseñadores de armas nucleares en la URSS. Entre muchos otros, participó en la primera bomba nuclear soviética (RDS-1) y en el diseño de la primera bomba de hidrógeno soviética de dos etapas. Además fue galardonado con el título de Héroe del Trabajo Socialista (1954) y con los Premios Lenin y Stalin.

## Biografía
Yevgeni Ivanovich Zababakhin nació en Moscú. Después de graduarse de una universidad de ingeniería mecánica, trabajó como técnico en la planta "Sharikopodshipnik" (en ruso:Шарикоподшипник). En 1938 fue admitido en el Departamento de Física de la Universidad Estatal de Moscú, con el comienzo de la Gran Guerra Patriótica, fue reclutado por el Ejército Soviético y enviado a estudiar en la Academia de la Fuerza Aérea. N.E. Zhukovsky . En 1944, después de graduarse de la Academia, continuó sus estudios. El tema de la disertación, que defendió en 1947 , fue el estudio de los procesos en una onda de choque convergente.
Dado que en ese momento se estaba trabajando en la creación de la bomba atómica en la URSS, fue enviado al Instituto de Física Química, y en la primavera de 1948, al KB-11 (ahora conocido como VNIIEF en Sarov). Por su participación en el desarrollo de la primera bomba atómica soviética y su prueba exitosa, recibió el título de galardonado con el Premio Stalin del 2º grado y la Orden de Lenin. En 1951, por el desarrollo y prueba de una bomba de diseño mejorado, fue galardonado con el título de ganador del Premio Stalin de 1ª Clase y la Orden de la Bandera Roja del Trabajo. En 1953, por la mejora del esquema físico de las cabezas nucleares, se le otorgó el título de Héroe del Trabajo Socialista y un galardonado con el Premio Stalin de 1º grado. En el mismo año defendió su disertación doctoral.
En 1955, Y. I. Zababakhin fue enviado a los Urales, a la ciudad de Chelyabinsk-70 (Челябинск-70), ahora Snézhinsk, como supervisor de investigación científica y jefe del departamento teórico, del recién creado NII-1011. El desarrollo del instituto de investigación fructificó en la primera cabeza termonuclear del ejército soviético. En 1958, Zababakhin recibió el título de galardonado con el Premio Lenin y fue elegido miembro asociado de la Academia de Ciencias de la URSS. Desde 1960, se convirtió en el director de investigación del instituto y permaneció en este puesto hasta su muerte. En 1968 fue elegido miembro de pleno derecho de la Academia de Ciencias de la URSS.
En 1962, un grupo de científicos dirigido por Zababakhin produjo por primera vez nanodiamantes mediante detonación.

## Premios y condecoraciones
- Premio Lenin (1958)
- Premios Stalin, de 1.er grado (6 de diciembre de 1951, 31 de diciembre de 1953) y de 2.do grado (29 de octubre de 1949)
- Héroe del Trabajo Socialista (4 de enero de 1954)
- Orden de Lenin, cinco veces (29 de octubre de 1949, 4 de enero de 1954, 1966, 1975, 1981)
- Orden de la Revolución de Octubre
- Orden de la Bandera Roja del Trabajo, dos veces
- Medalla "al mérito militar" (1953)
- Medalla por la Victoria sobre Alemania en la Gran Guerra Patria de 1941-1945 (1945)
- Medalla Conmemorativa del 800 Aniversario de Moscú (1948)
- Medalla Conmemorativa por el Centenario del Natalicio de Lenin "Al Valor Militar"(1970)
- Medalla de Veterano de las Fuerzas Armadas de la URSS (1984)
- Medalla por Servicio Impecable de 1.er y 2.do grados (1962, 1959)
- Medalla de oro con el nombre de MV Keldysh
- Ciudadano Honorario de Snézhinsk

- Datos: Q4182313